# Miliarense
Il miliarense (dal tardo latino miliarensis a sua volta dal greco μιλιαρήσιον) è stata l'unica moneta d'argento battuta quasi regolarmente dagli Imperatori bizantini. Era battuto con finezza variabile e generalmente con un peso fra 7,5 e 8,5 grammi. Il miliarense fu battuto a partire dal VI secolo, ma divenne più comune dal VII al IX secolo. 
Comunque la monetazione in argento non era costante e in questo periodo le piccole transazioni erano condotte con la monetazione di bronzo.
Esistevano il miliarense leggero ed il miliarense pesante.
Un solido valeva 14 miliarensi pesanti oppure 18 miliarensi leggeri.